# Apolinario Saravia
Apolinario Saravia é um município da província de Salta, na Argentina.